# Selva montana de Bioko y el monte Camerún
La selva montana de Bioko y el monte Camerún es una ecorregión de la ecozona afrotropical, definida por WWF, que se extiende por las alturas de la isla de Bioko, en Guinea Ecuatorial, y del monte Camerún, en Camerún.

## Descripción
Es una ecorregión de selva umbrófila que ocupa 1.100 kilómetros cuadrados en las tierras altas de Bioko y el monte Camerún.

## Flora
Presenta un gradiente altitudinal continuo desde la selva húmeda de baja altitud, por encima de los 200 m s. n. m. en las laderas occidentales, bosques de montaña, laurisilva de bosques nubosos con Prunus sp., Podocarpus latifolia, helechos arborescentes de gran tamaño que va dando paso a una vegetación subalpina en las cumbres.

## Endemismos
La golondrina camerunesa y algunos mamíferos como el múrido Praomys morio.

## Estado de conservación
En peligro crítico. Las zonas más bajas están amenazadas por la extensión de la agricultura.